# Saint-Jean-d'Assé
Saint-Jean-d'Assé là một xã trong tỉnh Sarthe ở tây bắc nước Pháp. Xã này nằm ở khu vực có độ cao từ 51-135 mét trên mực nước biển.